# Franz Seraph Destouches
Franz Seraph Destouches (* 21. Januar 1772 in München; † 10. Dezember 1844 ebenda) war ein deutscher Musiker und Komponist.

## Leben
Destouches war ein Sohn des bayerischen Hofkammerrats Joseph des Touches und seiner Ehefrau Sabina. Seine musikalische Ausbildung erhielt er bei Theodor Grünberger und Joseph Haydn. Er spielte Cello im Orchester des Fürsten Esterházy und unternahm als Klavierspieler Konzertreisen nach Österreich und in die Schweiz. 1791 schrieb er die Oper Die Thomasnacht, zu der sein älterer Bruder Joseph Anton das Libretto beisteuerte.
Nach zwei Jahren als Musikdirektor der Stadt Erlangen trat Destouches 1799 als Konzertmeister und später als Hofkapellmeister in die Dienste Herzog Karl Augusts von Sachsen-Weimar. In Weimar schrieb er Schauspielmusiken zu Friedrich Schillers Dramen Wallensteins Lager, Turandot, Die Braut von Messina, Die Jungfrau von Orléans und Wilhelm Tell, August von Kotzebues Die Hussiten vor Naumburg im Jahr 1432 und Zacharias Werners Wanda, Königin der Sarmaten. Daneben komponierte er die Operetten Das Mißverständnis und Die Aloe, das Oratorium Die Anbetung am Grabe Jesu, dessen Text von Johann Gottfried Herder stammte, sowie zahlreiche Instrumentalstücke.
Destouches lehrte 1811–1814 Musik an der Universität Landshut, war danach Kapellmeister des Fürsten von Oettingen-Wallerstein und seit 1820 als hessischer Hofkapellmeister in Homburg vor der Höhe tätig. 1842 kehrte er in seine Geburtsstadt München zurück, wo der „hochbetagte aber noch lebensfrohe muntere Greis“ zu einem Libretto seines Neffen Ulrich die komische Oper Der Teufel und der Schneider komponierte.
Destouches, dessen Ehe mit Wilhelmine van Couven kinderlos geblieben war, starb 1844. Die in München-Schwabing verlaufende Straße erinnert nicht an ihn, sondern an Ernst von Destouches.

## Grabstätte

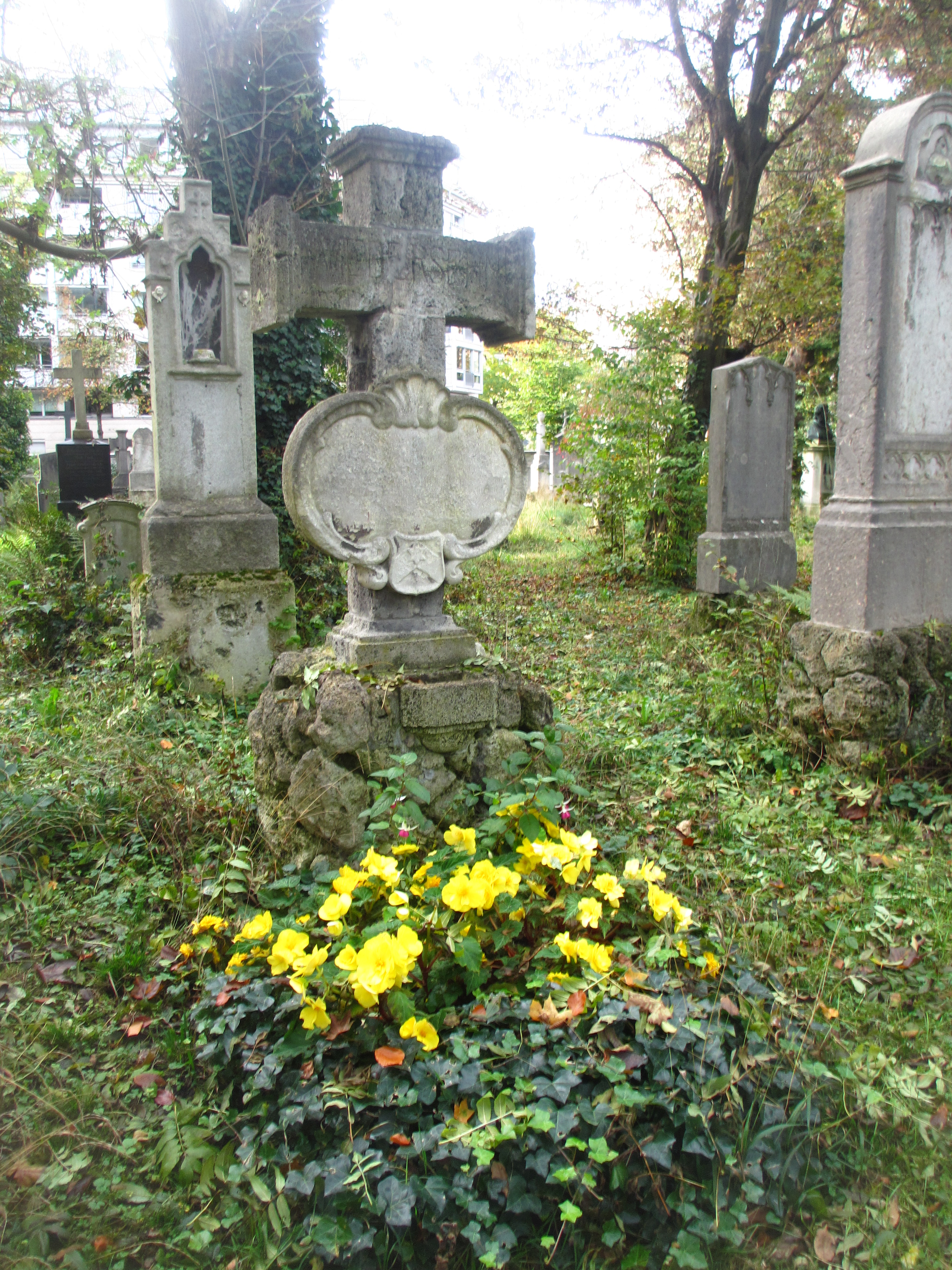
Grab von Franz Destouches auf dem Alten Südlichen Friedhof in München

Die Grabstätte von Franz Destouches befindet sich auf dem Alten Südlichen Friedhof in München (Gräberfeld 18 – Reihe 1 – Platz 16) Standort.
In diesem Grab liegen weitere Familienmitglieder: Destouches, Ulrich von; 14.10.1802 (Amberg/Opf.) – 27.1.1863 (München); Destouches, Barbara von; 24.4.1812 – 30.11.1829; Destouches, Amalie von (vh) / Schneider (gb); 27.5.1813 – 3.9.1854; Destouches, Marie von (vh) / Hayn, von (gb); 3.10.1816 – 25.4.1866; Destouches, Michael von; 19.12.1795 – 6.3.1880; Destouches, Ernst von; 4.1.1843 (München) – 24.4.1916 (München); Schriftsteller und Stadtarchivar.